# 百年の孤独
『百年の孤独』（ひゃくねんのこどく、西: Cien Años de Soledad、シエン アニョス デ ソレダッド、英: One Hundred Years of Solitude）は、ガブリエル・ガルシア＝マルケスの長編小説。初刊はスペイン語で、1967年に出版された。ガルシア＝マルケスは主に本作により1982年秋にノーベル文学賞を受賞した。

## 紹介
世界各国でベストセラーになり、ラテンアメリカ文学ブームを巻き起こした。2002年のノルウェイ：ブッククラブ「世界傑作文学100」や、1999年のフランス：ル・モンド「ル・モンド20世紀の100冊」に選ばれた。『考える人 特集 海外の長編小説ベスト100』（2008年5月号、新潮社）ではベスト1に選ばれている。
邦訳は1972年に刊行された（99年に改訳版刊行）。スペイン語圏では刊行当初から「ソーセージのように売れた」が、日本語版は初版4000部で、重版がかかるまでに5年かかり、その2刷もわずか1000部（アルゼンチンでは初版8000部が2週間で売り切れた)。また、46言語に翻訳され、世界累計5000万部の発行部数があるとされている。
初刊訳から半世紀以上、作家没後10年を経て、2024年に新潮文庫で再刊された。これに合わせ月刊『新潮』2024年8月号では特集「『百年の孤独』と出会い直す」が組まれ、新潮社から池澤夏樹監修による「『百年の孤独』読み解き支援キット」（HTML版とPDF版）が無償配布された。
池澤夏樹の著書『ブッキッシュな世界像』（白水社）や『世界文学を読みほどく―スタンダールからピンチョンまで【増補新版】―』（新潮選書）は本書を丁寧に読み解いている。
日本では1981年に寺山修司により上演、1982年、同じ寺山が映画化を進めたが、原作者側と係争となって公開できず、改題（『さらば箱舟』）および原作クレジットの削除などの条件を受諾して、寺山の死（1983年5月）の後、1984年になり公開された。したがって現在は無関係な作品として扱われるが、ストーリーは共通している。

## あらすじ
ホセ・アルカディオ・ブエンディアとウルスラ・イグアランを始祖とするブエンディア一族が蜃気楼の村マコンドを創設し、隆盛を迎えながらも、やがて滅亡するまでの100年間を舞台としている。
コロンビアのリオアチャにあるコミュニティでは、近い血縁での婚姻が続いたせいで豚の尻尾が生えた奇形児が生まれてしまった。それを見たウルスラは性行為を拒否するが、そのことを馬鹿にされたため、ウルスラの従兄弟で夫のホセ・アルカディオは彼女を馬鹿にした男を殺してしまう。しかし殺された男がホセとウルスラの前に現れ続けたために、夫妻は故郷を離れてジャングルを放浪した末に、新しい住処「マコンド」を開拓する。そしてウルスラは「豚のしっぽ」が生まれないように、婚姻の相手は血のつながりのない相手に限定するという家訓を残した。さまざまな人間模様や紆余曲折がありながら「マコンド」は繁栄していったが、ウルスラが残した家訓は玄孫の代に叔母と甥の恋愛結婚という形で破られ、「マコンド」は衰退と滅亡へと向かっていく。

## 登場人物

ブエンディア家の家系図。

### 第1世代
ホセ・アルカディオ・ブエンディア（José Arcadio Buendía）
ブエンディア一族の祖。作品の舞台となるマコンドの創成者。ウルスラ・イグアランの夫。

ウルスラ・イグアラン（Úrsula Iguarán）
ホセ・アルカディオ・ブエンディアの妻にして従姉妹。豚の尻尾が生えた子供（奇形児）が生まれないように近親相姦を禁じる家訓を残す。

### 第2世代
ホセ・アルカディオ（José Arcadio）
ホセ・アルカディオ・ブエンディアとウルスラ・イグアランの間の長男。

アウレリャノ・ブエンディア大佐（Coronel Aureliano Buendía）
ホセ・アルカディオ・ブエンディアとウルスラ・イグアランの間の次男。

レメディオス・モスコテ（Remedios Moscote）
ドン・アポリナル・モスコテの娘。9歳の時、アウレリャノに見初められ恋をし、その後結婚する。

アマランタ（Amaranta）
ホセ・アルカディオ・ブエンディアとウルスラ・イグアランの間の長女。

レベーカ（Rebeca）
皮革商人に連れられてホセ・アルカディオ・ブエンディアとウルスラ・イグアランの元に届けられ、ブエンディア家の一員として育てられる。

### 第3世代
アルカディオ（Arcadio）
ホセ・アルカディオとピラル・テルネラの間の子。

アウレリャノ・ホセ（Aureliano José）
アウレリャノ・ブエンディア大佐とピラル・テルネラの間の子。

サンタ・ソフィア・デ・ラ・ピエダ（Santa Sofía de la Piedad）
アルカディオの妻。

17人のアウレリャノ（17 Aurelianos）
戦地で、アウレリャノ・ブエンディア大佐が違う女に生ませた17人の子供。

### 第4世代
小町娘のレメディオス（Remedios the Beauty）
アルカディオとサンタ・ソフィア・デ・ラ・ピエダの長女。

ホセ・アルカディオ・セグンド（José Arcadio Segundo）
アウレリャノ・セグンド（Aureliano Segundo）
アルカディオとサンタ・ソフィアの子で双子。

フェルナンダ・デル＝カルピオ（Fernanda del Carpio）
アウレリャノ・セグンドの正妻。

### 第5世代
ホセ・アルカディオII（José Arcadio II）
アウレリャノ・セグンドとフェルナンダの第一子。

レナータ・レメディオス（メメ）（Renata Remedios (Meme)）
アウレリャノ・セグンドとフェルナンダの長女。

アマランタ・ウルスラ（Amaranta Úrsula）
アウレリャノ・セグンドとフェルナンダの末娘。

### 第6世代
アウレリャノ・バビロニア（Aureliano Babilonia (Aureliano II)）
レナータ・レメディオスとマウリシオ・バビロニアとの子。

### 第7世代
アウレリャノ・バビロニア（Aureliano (III)）
アマランタ・ウルスラとアウレリャノ・バビロニアの子。

### その他の人物
メルキアデス（Melquíades）
マコンド創設の頃、毎年3月に当地を訪れたジプシー。マコンドとホセ・アルカディオ・ブエンディアに文明の利器・技術を持ち込む。

ピラル・テルネラ（Pilar Ternera）
マコンド建設当時からの住人。

ピエトロ・クレスピ（Pietro Crespi）
イタリア人技師。

ペトラ・コテス（Petra Cotes）
アウレリャノ・セグンドの愛人。

ミスター・ハーバートとミスター・ブラウン（Mr. Herbert and Mr. Brown）
ミスター・ハーバートがマコンドに立ち寄りバナナを一房食べ、ジャック・ブラウン等の調査団が送られ、バナナ工場ができる。

マウリシオ・バビロニア（Mauricio Babilonia）
マコンドで生まれ育ったバナナ会社の見習工。

ガストン（Gastón）
アマランタ・ウルスラの夫。

ガブリエル（Gabriel）
アウレリャノ・バビロニアの4人の友人の一人。ヘリネルド・マルケス大佐の曾孫。フランスの雑誌の懸賞に当選し、パリへ旅立つ。作者自身がモデルであるといわれている。

マコンドの神父（初代）ニカノール・レイナ神父
（2代）コロネル神父
（3代）アントニオ・イサベル神父
（4代）アウグスト・アンヘル神父
（5代）老齢の司祭

## 日本語訳
- 『百年の孤独』、各・鼓直 訳、新潮社、初版1972年5月　装幀：岸健喜
  - 新装版「新潮 現代世界の文学」新潮社、1987年　装幀：早川良雄
- 改訳版『百年の孤独』、新潮社、1999年8月、ISBN 978-4105090081　装画：レメディオス・バロ　装幀：新潮社装幀室
  - ガルシア=マルケス全小説『百年の孤独 』、新潮社（梨木香歩解説）、2006年12月、ISBN 978-4105090111　装画：シルヴィア・ベッヒュリ　装幀：新潮社装幀室
- 文庫版『百年の孤独』、新潮文庫（筒井康隆解説）、2024年6月、ISBN 978-4102052129　装画：三宅瑠人　装幀：新潮社装幀室

### 作品論
- 『ユリイカ 詩と批評 ガルシア＝マルケス 『百年の孤独』は語りつづける』2014年7月号、青土社
- 田村さと子 『百年の孤独を歩く ガルシア＝マルケスとわたしの四半世紀』河出書房新社、2011年
- 木村榮一『ラテンアメリカ十大小説』岩波新書、2011年
「第5章 ガブリエル・ガルシア＝マルケス『百年の孤独』－物語の力」
- 木村榮一『謎解き ガルシア＝マルケス』新潮選書、2014年※。第9章に作品論、
- 寺尾隆吉『ラテンアメリカ文学入門』中公新書、2016年※。第4章で本作の世界的な反響を論ず
- 池澤夏樹『世界文学を読みほどく―スタンダールからピンチョンまで【増補新版】―』、2017年
- マリオ・バルガス・ジョサ『ガルシア・マルケス論―神殺しの物語』 寺尾隆吉訳、水声社、2022年
- ジェラルド・マーティン『ガブリエル・ガルシア＝マルケス ある人生』 木村榮一訳、岩波書店、2023年※
- 友田とん『百年の孤独』を代わりに読む』ハヤカワ文庫、2024年　※は電子書籍も刊行

## 文庫化
いつからか「文庫化されたら、世界が滅びる」と皮肉を込めて日本では言われていたが、『おすすめ文庫王国2024』（本の雑誌編集部）により、2024年の新潮文庫からの文庫化の予定が明かされ、SNSはトレンドにもなるなど騒然とした。
予告通り2024年6月26日に新潮文庫より刊行。品薄状態が長く続くなど約4ヵ月で36万部という大ベストセラーとなり社会現象ともなった。同年、第6回野間出版文化賞を受賞。世界的名作の風化を防ぐのみならず、若い世代の読者獲得にもつながり、多くの人々が海外文学に触れる機会を作った点が特に評価されての受賞。

## Netflixによる映像化
Netflixでテレビドラマシリーズ『百年の孤独 （2024年12月11日配信）』のシーズン1が（8話）が公開、シーズン2の公開時期は未定。現在の映像化はガルシア＝マルケスの息子ロドリゴ・ガルシアとゴンサロ・ガルシア・バルチャが製作総指揮を務めており、撮影主にコロンビアで行われていおり、重要な舞台であるマコンドは54.39平方キロメートルに及ぶ巨大なセット、300トンの鉄製彫刻、1万6000本の植物など、前代未聞の規模で再現された。本作はコロンビア文化省も参加したNetflixがラテンアメリカで展開する最大規模のプロジェクトである。
Netflixの公式アカウントからは世界各国からいくつか公式のアートワークが選ばれ、日本からは新潮文庫版の『百年の孤独』の三宅瑠人の装画を用いて、デザインされたアートワークが公開されている。

## 原書のデザイン
1967年に、アルゼンチンのスダメリカナ社から刊行された『CIEN AÑOS DE SOLEDAD』の初版のデザインは、スペイン出身でメキシコで活動したアーティスト、ビセンテ・ロホ（Vicente Rojo, 1932-2021）担当する予定であったが、期限を守れず、初版のデザインは出版社のスタッフが間に合わせで作ったという逸話が残っている。そのため、よく初版と勘違いされるビセンテ・ロホのデザインは第2版以降のものであり、船をモチーフとした初版のデザインが存在している。
ビセンテ・ロホが担当したこの表紙のタイトル文字では、"SOLEDAD" の "E" が鏡文字になっており、デザインとして施されたものであるが、エクアドルの書店員が誤植だと勘違いし、届いた本をぜんぶ手書きで修正したというエピソードが残っている。

## 20周年・50年周年デザイン
『CIEN AÑOS DE SOLEDAD』の初版のデザインをもとにしたブックカバーバージョンに、アレンジを加えたかたちで、出版社はそれぞれ違うが、20周年バージョン（ハードカバー）、50年周年バージョン（ソフトカバー）が発売されている。20周年バージョンにはガルシア＝マルケスが編集者に当てた手紙がタイプライターでうたれた原稿状態のまま収録されている。
また、体裁は各社によるが、各国、節目毎に豪華版や限定版が発売されている。

## 日本語版のデザイン
日本語訳は鼓直、担当編集者である新潮社の塙陽子により、1972年に新潮社より刊行されてから、これまで1回の全面改訳、3回の装幀の変更が行われている。初版は岸健喜による装幀、その後、組版は流用しながら叢書「新潮 現代世界の文学」の1作目として刊行されている。（こちらはシリーズフォーマットをデザイナーの早川良雄が手がけている）。1999年に訳者による全面改訳が行われ、レメディオス・バロの絵画作品を用いた、新潮社装幀室の装幀に変更されている。2006年には、全集のかたちをとった「ガルシア=マルケス全小説」の刊行がスタートし、現在も刊行が続いている。全集のフォーマット、各作品の装幀は新潮社装幀室が手がけている。（装画はシリーズを通して、アーティストのシルヴィア・ベッヒュリの作品より選ばれている）。
文庫版のデザイン
2024年に刊行された、文庫版『百年の孤独』の装幀では、特別に黄金色のスピン（栞）が使用されている。通常、天アンカットを採用している、新潮文庫ではこげ茶色のスピンが使用されるが、作中のモチーフで度々登場する黄金色から小説内容に合わせて使用され、装画及び背色にも、黄金色のインキが用いられており、文庫としては珍しく作品世界に合わせた統一感が装幀により実現されている。
また、カバーデザインでは、ビセンテ・ロホのデザインへのオマージュとして、タイトルに"E" の鏡文字を取り入れている。装幀は新潮社装幀室、カバー装画はブエンディア家の年代記にモチーフに三宅瑠人が手がけている。

## 関連項
- マジックリアリズム
- 寺山修司
  - 天井桟敷 (劇団、1981年に上演)
  - さらば箱舟 (1984公開の映画)
- マリオ・バルガス・リョサ
- フリオ・コルタサル
- 致死性家族性不眠症